# Berühmte letzte Worte (Album)
Berühmte letzte Worte ist das sechste Soloalbum des Hamburger Rappers Samy Deluxe. Es erschien am 29. April 2016 über das Label Vertigo Records, das zur Universal Music Group gehört. Am 21. Oktober 2016 wurde das Album als Special-Edition wiederveröffentlicht.

## Produktion
Das Album wurde von Samy Deluxe selbst sowie den Musikproduzenten Bazzazian, Farhot, DJ Vito und Matteo Capreoli produziert.

## Covergestaltung
Das Albumcover ist in bunten Farben gehalten und zeigt Samy Deluxe, der hinter einem Rednerpult, das die Form einer Lautsprecherbox besitzt, steht. Er trägt ein weißes Hemd, schwarze Krawatte sowie eine Brille und hebt den Zeigefinger. Im oberen Teil des Bildes befindet sich der Schriftzug Samy Deluxe in Weiß und Orange, während der Titel Berühmte letzte Worte in Schwarz am unteren Bildrand steht.

## Gastbeiträge
Auf vielen Liedern sind neben Samy Deluxe andere Künstler vertreten. So hat der Berliner Rapper Megaloh einen Gastauftritt im Song Epochalität, und der Bonustrack Mimimi (Remix) ist eine Kollaboration mit den Rappern Afrob, Eko Fresh und MoTrip. Die Sängerin Nena wirkt laut Booklet als „Vocal Sample in menschlicher Form“ bei Haus am Mehr mit, Afrob wird zudem als Host (Gastgeber) bei Countdown genannt. Auf dem Stück Bisschen mein Ding ist außerdem der Sänger Julian Williams zu hören. Die Skits Himmel und Letzte Überlieferung wurden von Samy Deluxe produziert, zu hören sind aber Chefket beziehungsweise MoTrip.

## Titelliste
| #  | Titel                       | Gastmusiker     | Länge |
| -- | --------------------------- | --------------- | ----- |
| 1  | Vorwort                     |                 | 2:00  |
| 2  | Haus am Mehr                | Nena            | 3:20  |
| 3  | Countdown                   | Afrob           | 4:00  |
| 4  | Klopapier                   |                 | 3:05  |
| 5  | Epochalität                 | Megaloh         | 4:41  |
| 6  | Tellerrand                  |                 | 3:57  |
| 7  | Himmel (Skit)               | Chefket         | 0:57  |
| 8  | Mittendrin                  |                 | 4:04  |
| 9  | So Good                     |                 | 3:33  |
| 10 | Bisschen mein Ding          | Julian Williams | 3:40  |
| 11 | Mimimi                      |                 | 2:45  |
| 12 | Letzte Überlieferung (Skit) | MoTrip          | 0:30  |
| 13 | Was ich fühl                |                 | 4:21  |
| 14 | Papa weint nicht            |                 | 3:53  |
| 15 | Von dir Mama                |                 | 3:33  |
| 16 | Berühmte letzte Worte       |                 | 3:40  |

Bonussongs der iTunes-Edition:
| #  | Titel          | Gastmusiker              | Länge |
| -- | -------------- | ------------------------ | ----- |
| 17 | Habs erkannt   |                          | 3:32  |
| 18 | Jericho        |                          | 3:01  |
| 19 | Zeitlupe       |                          | 3:13  |
| 20 | Mimimi (Remix) | Afrob, Eko Fresh, MoTrip | 5:14  |

Bonussongs der Special-Edition:
| #  | Titel                                                     | Gastmusiker | Länge |
| -- | --------------------------------------------------------- | ----------- | ----- |
| 17 | Rapsupamacht                                              |             | 2:53  |
| 18 | Go Samy Go (OTW 1)                                        |             | 2:05  |
| 19 | Meisterplan (OTW 2)                                       |             | 4:42  |
| 20 | Neue Saison (OTW 3)                                       |             | 2:51  |
| 21 | Chauffeur (OTW 4)                                         |             | 3:43  |
| 22 | Berufsjugendlich (aus Sing meinen Song)                   |             | 2:50  |
| 23 | Lost (aus Sing meinen Song)                               |             | 4:10  |
| 24 | Shake and Shout (aus Sing meinen Song)                    |             | 3:06  |
| 25 | Haus am Mehr (aus Sing meinen Song)                       |             | 3:13  |
| 26 | Kristallnacht (aus Sing meinen Song)                      |             | 4:11  |
| 27 | Stell dir vor, dass unten oben ist (aus Sing meinen Song) |             | 3:20  |
| 28 | Alles kann besser werden (aus Sing meinen Song)           |             | 3:32  |

## Chartplatzierungen und Singles
Berühmte letzte Worte stieg am 6. Mai 2016 auf Platz 4 in die deutschen Albumcharts ein und konnte sich 15 Wochen in den Top 100 halten. In den deutschen Albumcharts des Jahres 2016 belegte es Rang 90 und in den HipHop-Jahrescharts Platz 17.
Am 26. Februar 2016 wurde die erste Single zum Titelsong Berühmte letzte Worte zum Download ausgekoppelt. Die zweite Auskopplung Mimimi folgte am 1. April, bevor am 13. April 2016 die dritte Single Klopapier veröffentlicht wurde. Am 22. April erschien außerdem ein Musikvideo zum Lied Mimimi (Remix) und am 4. Mai 2016 folgte ein Video zum Song Haus am Mehr, der Platz 62 der deutschen Charts erreichte. Zudem wurde am 29. Juli 2016 ein Musikvideo zu Bisschen mein Ding veröffentlicht.

## Rezeption
| Professionelle Bewertungen | Professionelle Bewertungen |
| -------------------------- | -------------------------- |
| Kritiken                   |                            |
| Quelle                     | Bewertung                  |
| laut.de                    | [ 7 ]                      |
| rappers.in                 | [ 8 ]                      |

Auf laut.de gab Laura Sprenger der Platte drei von fünf möglichen Punkten und bescheinigte Samy Deluxe ein wohldurchdachtes Album, das ab und zu ein paar textliche Schwächen hätte. Vor allem die persönlichen Songs seien aber gelungen.
Dennis Knuspert von der Internetseite rap.de bezeichnete den Tonträger als „grundsolides Rapalbum“. Es sei persönlicher und emotionaler als die Vorgängeralben und vom Soundbild eher soulig gehalten. Lyrisch und technisch gebe es nichts auszusetzen, allerdings steche auch kein Song besonders heraus.

## Wiederveröffentlichung
Am 21. Oktober 2016 wurde das Album als Special-Edition, inklusive zwölf zusätzlichen Liedern, wiederveröffentlicht. Vier von diesen wurden aus seiner YouTube-Reihe One Take Wonder entnommen und sieben weitere Songs stammen von der dritten Staffel der Sendung Sing meinen Song – Das Tauschkonzert, an der Samy Deluxe teilnahm. Zum Titel Rapsupamacht erschien am 20. Oktober 2016 ein Musikvideo.